# Giuseppe Antonio Brugnone

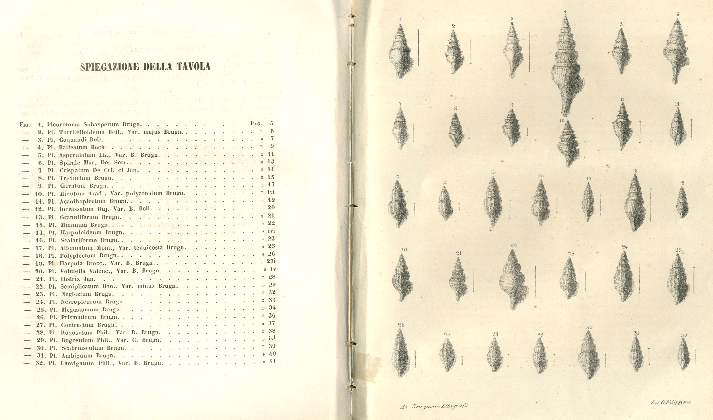
Testo del Brugnone con disegni autografi di specie di conchiglie

Giuseppe Antonio Brugnone (Caltanissetta, 18 giugno 1819 – Palermo, 3 febbraio 1884) è stato un presbitero, gesuita e zoologo italiano.

## Biografia
Figlio di Michele Rugnone agrimensore, poi cambiato in Brugnone, e di Carmela Lacagnina , sesto di otto fratelli e sorelle. Studiò nel collegio dei Gesuiti a Caltanissetta. Nel 1834 entrò nell'ordine dei Gesuiti studiando prima a Caltanissetta e poi a Palermo. Dal 1843 al 1847 spese il suo magistero religioso a Palermo, Alcamo e Modica. Nel 1847 fu ordinato sacerdote, e poi si recò a Noto. È stato prima di tutto un religioso gesuita, docente in diversi collegi esperto studioso dell'ebraico e delle sacre scritture, dei classici latini e greci ma anche esperto studioso di scienze naturali.
Infatti, è stato uno dei maggiori studiosi siciliani di conchiglie, sia fossili che contemporanee, dell'Ottocento; raccolta che iniziò a creare sin dal 1841 con materiali raccolti a Palermo, Alcamo, Modica, Noto e a Siracusa e Caltanissetta. Nel 1848 fu costretto a fuggire in esilio a Floriana a Malta, a causa dei moti indipendentisti della rivoluzione siciliana del 1848. Nel 1849 chiese, ed ottenne l'anno dopo, la dispensa religiosa per potersi dedicare ai suoi studi naturalistici. Il 30 giugno del 1856 si laureò in medicina. Con Regio Decreto del 16 aprile 1862, fu nominato professore reggente di Storia naturale nel Liceo di Palermo dove insegnò fino al 1867.
Successivamente si dimise da ogni incarico pubblico per dedicarsi esclusivamente alla sua passione di malacologo. Imparò l'inglese e il tedesco per poter studiare testi zoologici in queste lingue.
Considerato uno dei maggiori esponenti della scuola siciliana di malacologia fu scopritore di 47 nuove specie delle quali ancora oggi 16 sono riconosciute; catalogò 8500 specie vegetali e e 44500 specie animali. Tra i suoi allievi più importanti vi fu Tommaso Di Maria Allery, marchese di Monterosato uno dei massimi esperti italiani di malacologia. Fu anche amico di Luigi Bellardi di Genova.
Le sue collezioni spiccavano all'epoca per completezza e importanza, tra tutte la collezione di moltissime specie plioceniche di Altavilla e post-plioceniche del Palermitano.
La collezione malacologica del Brugnone fu venduta in gran parte al Marchese di Monterosato, la cui collezione di circa 3 milioni di conchiglie, comprese quelle del Brugnone, si trova oggi nel Museo civico di zoologia di Roma. Mentre del Brugnone all'Università di Catania sono conservati 52 pezzi.
Due specie fossili scoperte rispettivamente da Giuseppe Seguenza e dal marchese De Gregorio furono intitolate a Brugnone: il mollusco Pleurotoma brugnonii e il corallo Isastrea brugnonii.. Anche Monterosato nominò in suo onore due specie di molluschi fossili: Ampullotrochus brugnonei Monterosato, 1890, e Dentalium brugnonei Monterosato, 1891, così come il naturalista e paleontologo Luigi Bellardi che denominò in suo onore Nassa brugnonis Bellardi 1882, un gasteropode fossile del Miocene superiore. Gli fu dedicato anche un genere di molluschi della famiglia Cypraeidae Rafinesque, 1815, ovvero Brugnonia Jeffreys, 1883, attualmente considerato sinonimo junior del genere Naria Gray, 1837.

## Opere pubblicate
- Memoria sopra alcune Pleurotome fossili nei dintorni di Palermo, Stabilimento tipografico di Fr. Lao, pp. 42 + 1 tavola, Palermo 1862.
- Miscellanea Malachologica, Abate Josepho Brugnone, Pars I, Tipografia Michele Amenta, pp. 1–13 + 1 tavola, Palermo 1873.
- Miscellanea Malachologica, Abate Josepho Brugnone, Pars II, Stabilimento tipografico di Fr. Lao, pp. 26 + 1 tavola, Palermo 1876.
- Osservazioni sulle Chemnitzia pusilla e Chemnitzia terebellium, phil. per l'ab. G. Brugnone. Bullettino della Società Malacologica Italiana, Vol. II, pp. 211–215, Pisa 1876.
- Due specie fossili nuove di Altavilla per l'abate G. Brugnone, Bullettino della Società Malacologica Italiana, Vol. II, pp. 216–218 + 1 tavola, Pisa 1876.
- Osservazioni critiche fatte dall'ab. Giuseppe Brugnone sul catalogo dell conchiglie fossili di monte Pellegrino e Ficarazzi del Marchese di Monterosato, Bullettino della Società Malacologica Italiana, Vol. III, pp. 17–46 + 1 tavola, Pisa 1877.
- Le conchiglie Plioceniche delle vicinanze di Caltanissetta per l'Abate Giuseppe Brugnone, Bullettino della Società Malacologica Italiana, Vol. VI, pp. 87–157 + 1 tavola, Pisa 1880.